# Bill e Steve Schanes
Bill (1958 -) e Steve Schanes (1954 -) foram dois irmãos que trabalharam como executivos no ramo das histórias em quadrinhos norte-americanas. Ambos fundaram a Pacific Comics em 1974, ao abrirem sua primeira loja em São Diego na Califórnia, época em que Bill tinha 16 anos e Steve 20. A Pacific era uma editora, uma distribuidora e uma rede de lojas de quadrinhos no oeste dos EUA. A empresa fundada por Bill e Steve Schanes se tornou importante pelo fato de ter sido uma editora que mantinha os direitos das publicações nas mãos de seus autores, chamando a atenção de diversos artistas da área. Além do mais, por não pertencerem a Comics Magazine Association of America, suas publicações não estavam submetidas ao Comics Code Authority, o que os possibilitava a publicação de quadrinhos para adultos.